# Annehmbare Anwenderexposition
Annehmbare Anwenderexposition (AOEL, Acceptable Operator Exposure Level) ist ein Konzept der Risikobewertung von Chemikalien und Pflanzenschutzmitteln. Es bezeichnet diejenige Substanzmenge, der ein Anwender maximal täglich ausgesetzt sein kann, ohne dass sich dies langfristig negativ auf dessen Gesundheit auswirkt. Die AOEL wird üblicherweise in Milligramm pro Kilogramm Körpergewicht und Tag ausgedrückt. Sie wird aus dem NOAEL und einem Sicherheitsfaktor abgeleitet.